# Sports Power Drive
Sports Power Drive war ein britischer Hersteller von Automobilen.

## Unternehmensgeschichte
Steve Griffiths gründete 1999 das Unternehmen in Kingswinford in der Grafschaft Staffordshire. Er begann mit der Produktion von Automobilen und Kits. Der Markenname lautete SPD. 2001 endete die Produktion. RS Jigtec und später Cradley Motor Works setzten die Produktion unter Beibehaltung des Markennamens noch bis 2008 fort. Insgesamt entstanden etwa 43 Exemplare.

## Fahrzeuge
Das erste Modell war der 7. Der offene Zweisitzer war vom Locust inspiriert. Viele Teile kamen vom Ford Sierra. Hiervon entstanden zwischen 1999 und 2000 etwa 20 Fahrzeuge.
Der Snake erschien ebenfalls 1999. Das Fahrzeug wird als eine Mischung aus AC Cobra und Lotus Seven beschrieben. Der Motor kam von Ford. Sports Power Drive stellte bis 2001 drei Exemplare her, RS Jigtec von 2001 bis 2003 sowie Cradley Motor Works von 2003 bis 2008 weitere fünf Exemplare.
Der 200 war die Nachbildung des Ford RS 200. Die Technik stammte ebenfalls von Ford. Sieben Fahrzeuge stellte Sports Power Drive von 2000 bis 2001 her. Weitere acht entstanden bis 2008 durch RS Jigtec und Cradley Motor Works.